# Komondor
Der Komondor ist eine von der FCI anerkannte ungarische Hunderasse (FCI-Gruppe 1, Sektion 1, Standard Nr. 53). Als Herdenschutzhund zählt er zu den Ungarischen Hirtenhunden.

## Beschreibung
Der Komondor hat einen robusten Körper und wird bis 80 Zentimeter groß und 60 Kilogramm schwer. Sein verfilztes, zottiges, durchweg dichtes langes Haar ist elfenbeinfarben. Das auffälligste Rassemerkmal und Kennzeichen des Komondors ist sein Fell, das große Ähnlichkeiten mit dem Fell des Pulis und des Bergamasker Hirtenhundes aufweist. Der Betrachter kann weder die Augen noch die Ohren des Komondors sehen, wodurch die Beurteilung des Gemütszustandes des Hundes erschwert wird.
Das Fell besteht aus weißer Unterwolle und weißen Deckhaaren, die breite bandartige Verfilzungen oder Schnüre bilden. Die weiche Unterwolle fällt nicht aus, vielmehr verfilzt sie mit dem längeren, härteren, krausen Deckhaar. Die Bänder oder Schnüre können bis zum Boden herabhängen und entstehen durch eine jahrelang andauernde Verfilzung. Sie sind fest und schwer, ihre Ausformung dauert drei bis vier Jahre. Das Fell schützt den Komondor sowohl vor Kälte als auch vor angreifenden Feinden. Die typische Behaarung des Komondors war bis ca. 1900 der Platten- oder Bänderbehang, dieser ursprüngliche Felltyp wird auf Ungarisch nemezes bezeichnet. Der Schnürenbehang (zsinoros) verbreitete sich zunehmend in den letzten 100 Jahren und wird von manchen Fachleuten auf eine einmalige Einkreuzung einer anderen Rasse zurückgeführt. In frühen Beschreibungen kommen Schnüre weder beim Puli noch beim Komondor vor. Den Bergamasker Hirtenhund – ihren engen Verwandten – charakterisiert bis heute das bandartig gezottelte Fell.
Der Komondor ist solide gebaut, besitzt gut ausgebildete Muskeln und schwere Knochen. Weitere Kennzeichen sind Schlappohren, dunkle, mandelförmige Augen, eine schwarze Nase und eine dunkelgrau bis schwarz pigmentierte Haut. Seine dichtbehaarte Rute ist niedrig angesetzt, nach unten gerichtet und an der Spitze leicht nach oben gebogen; im Erregungszustand erhebt sie sich nicht über die Rückenlinie.

## Wesen
Im Standard wird der Komondor als tapfer beim Bewachen und Verteidigen der Herde, seines Besitzers und dessen Hauses beschrieben. Er zeigt ausgeprägtes Territorialverhalten und ist grundsätzlich misstrauisch gegenüber Fremden.

## Haltung und Pflege
Der ausgewachsene Komondor ist äußerst genügsam und witterungsunempfindlich, er hält sich gerne im Freien auf.
Die Zotteln oder Schnüre des Komondors bestehen aus ausgefallenen Haaren, die sich an den festsitzenden Haaren entlang schieben und mit ihnen verfilzen. Die Fellpflege muss die Bildung einer großen zusammenhängenden Filzmatte verhindern. Dazu werden die Haare auseinandergezogen.

## Rechtslage
Der Komondor steht im Schweizer Kanton Tessin auf der Rasseliste der potentiell gefährlichen Hunderassen, die Haltung ist dort bewilligungspflichtig.